# هايدن فيليبس
هايدن فيليبس (بالإنجليزية: Hayden Phillips)‏ هو لاعب هوكي الحقل نيوزلندي، ولد في 6 فبراير 1998.

## وصلات خارجية
- هايدن فيليبس على موقع الاتحاد الدولي للهوكي (الإنجليزية)
- هايدن فيليبس على موقع اللجنة الأولمبية الدولية (الإنجليزية)
- هايدن فيليبس على موقع أوليمبيديا (الإنجليزية)
- هايدن فيليبس على موقع اللجنة الأولمبية النيوزيلندية (الإنجليزية)